# 구비키촌 (니가타현 나카쿠비키군 1901년)
구비키촌(頸城村)은 니가타현 나카쿠비키군에 설치되었던 촌이다. 현재의 조에쓰시에 해당한다.